# Ronald Basford
Stanley Ronald „Ron“ Basford PC QC (* 22. April 1932 in Winnipeg, Manitoba; † 31. Januar 2005) war ein kanadischer Rechtsanwalt und Politiker der Liberalen Partei.

## Leben
Nach dem Schulbesuch absolvierte Basford ein Studium und schloss dieses mit einem Bachelor of Arts (B.A.) ab. Ein anschließendes postgraduales Studium der Rechtswissenschaften beendete er mit einem Bachelor of Laws (LL.B.) und nahm danach eine Tätigkeit als Rechtsanwalt auf.
Nachdem er bei der Unterhauswahl am 18. Juni 1962 erfolglos kandidierte, wurde er bei der Wahl vom 8. April 1963 für den Wahlkreis Vancouver-Burrard erstmals als Mitglied in das Unterhaus gewählt. Seit der Unterhauswahl vom 25. Juni 1968 gehörte Basford dem Unterhaus bis zu seinem Mandatsverzicht am 20. Februar 1979 als Vertreter des Wahlkreises Vancouver-Centre an. 
Im Juli 1972 wurde er von Premierminister Pierre Trudeau zum Minister für Verbraucher- und Unternehmensangelegenheiten in das 20. Bundeskabinett berufen. Anschließend war er Staatsminister für städtische Angelegenheiten sowie von August 1974 bis September 1975 Minister für Staatseinnahmen, ehe er im September 1975 Justizminister und Attorney General wurde. Daneben war er vom 28. Januar bis 1. Februar 1978 auch kommissarischer Solicitor General. Am 8. Februar 1978 trat er aus persönlichen Gründen von seinem Amt als Justizminister und Attorney General zurück.
Nach seinem Ausscheiden aus dem Unterhaus im Februar 1979 nahm er seine Tätigkeit als Rechtsanwalt wieder auf.